# Municipio Libertad (Táchira)
El Municipio Libertad es uno de los 29 municipios que integran el Estado Táchira en Venezuela. Tiene una superficie de 152 km² y una población de 31.275 en el 2023. Su capital es Capacho Viejo.

## Historia
En 1875, Capacho fue afectado por uno de los terremotos más devastadores registrados en la región andina venezolana, lo que marcó profundamente su historia y estructura urbana.
En 1899, el general Cipriano Castro atravesó la región durante su campaña militar conocida como la Revolución Liberal Restauradora, que culminaría con su ascenso al poder en Venezuela.
En 1989, el municipio eligió por primera vez a sus autoridades mediante elecciones universales, directas y secretas, en el marco del proceso de descentralización política impulsado a nivel nacional.
El 21 de agosto de 2015 el presidente de Venezuela, Nicolás Maduro declara parcialmente un Estado de excepción por 60 días en el estado fronterizo del Táchira, por la crisis diplomática con Colombia, siendo esta entidad municipal uno de los cinco municipios afectados por la medida presidencial.

## Geografía

### Centros poblados
- Urbanos: 2
- Rurales: 106

### Clima
Predomina el Tropical Lluvioso de Sabana.
La superficie total del municipio Cárdenas es de aproximadamente 262 km.

### Organización parroquial
| Parroquia                   | Superficie | Población (2023) | Densidad        | Capital           |
| --------------------------- | ---------- | ---------------- | --------------- | ----------------- |
| 1.) San Emigdio de Libertad | km²        | hab.             | hab./km²        | Capacho Viejo     |
| 2.) Cipriano Castro         | km²        | hab.             | hab./km²        | Hato de la Virgen |
| 3.) Manuel Felipe Rugeles   | km²        | hab.             | hab./km²        | El Pueblito       |
| Municipio Libertad          | 152 km²    | 31.275 hab.      | 205,76 hab./km² | Capacho Viejo     |

### Vegetación
Predomina Bosque Seco Premontano.

### Hidrografía
El municipio posee una hidrografía nutrida pues se surte de la naciente más grande y la cual suministra a casi todo el pueblo y parte del municipio Junín (Rubio) conocida como "La Estiloza", a su vez se caracteriza por poseer extensas corrientes hídricas, como lo son las quebradas:
- La Capacha
- Los Clemones
- La Chacarera
- Las Juárez
- Agua fría
- Los Valles
- Agua Blanca
- La Cristalina (y su vertiente principal "El Río Negro" localizado en la parroquia Manuel Felipe Rugeles).

## Símbolos

### Himno del Municipio Libertad
Letra y Música: Prof. Alexis Cáceres
CORO
ES UN CANTO DE PAZ Y HEROÍSMO
DE FUERZA Y GRITOS DE VOZ
ES UN HIMNO AL PUEBLO GLORIOSO
QUE UN HIJO DE EJEMPLO NOS DIO
I
A PESAR DE LA NATURALEZA
BUSCARON CAMINOS DE FE
LA ESPERANZA VOLVIÓ A SUS HOMBRES
- CONSTRUYENDO LA LIBERTAD - (2)
CON SESENTA VALIENTES UN HOMBRE
LA PATRIA SE FUE A CONQUISTAR
Y A LOS ANDES CON UNA BANDERA
- DIO LA GRACIA DE LIBERTAD - (2)
II
CON UN MANTO DE SUAVE NEBLINA
SE ADORNA DE COLOR SUTIL
EL PAISAJE DE ETERNOS RELIEVES
- CON SUS VIENTOS DE AMISTAD - (2)
CULTIVANDO LA TIERRA FLORECE
LA PIÑA TAMBIÉN EL CAFÉ
Y LA ARCILLA MOLDEA FORMANDO
- EL TURISMO DE LA REGIÓN - (2)
III
DOCE ESTRELLAS CON NOMBRE DE PATRIA
EL SUELO DEMARCARA
CON UN CRISTO DE BRAZOS ABIERTOS
- A TODOS ILUMINARA - (2)
LA RAZÓN DE SER LIBRES AHORA
GANADAS POR LUCHAS SIN PAR
NUESTRA VOZ SE ALZO HASTA EL CIELO
- CON UN GRITO DE LIBERTAD - (2)

## Política y gobierno

### Alcaldes
| Período     | Alcalde            | Partido político / Alianza | % de votos | Notas |
| ----------- | ------------------ | -------------------------- | ---------- | --- |
| 1989 - 1992 | Oscar Ruiz Velasco |                            | 41,06      | Primer alcalde bajo elecciones directas. |
| 1992 - 1995 | Oscar Ruiz Velasco |                            | 41,25      | Reelecto. |
| 1995 - 2000 | Gustavo Moncada    |                            | -          | Segundo alcalde bajo elecciones directas.(se realizaron elecciones generales adelantadas en el 2000 debido a la aprobación de la Constitución de 1999) |
| 2000 - 2004 | Gustavo Moncada    |                            | 42,86      | Reelecto |
| 2004 - 2008 | Miriam Altuve      |                            | 48,01      | Tercer alcalde bajo elecciones directas. |
| 2008 - 2013 | Erasmo Gómez       |                            | 50,69      | Cuarto alcalde bajo elecciones directas. Se postergan un año las elecciones inicialmente previstas para el año 2012                                    |
| 2013 - 2017 | Alberto Gómez      |                            | 49,49      | Quinto alcalde bajo elecciones directas. |
| 2017 - 2021 | Rogelio Ontiveros  |                            | 58,06      | Sexto alcalde bajo elecciones directas. |
| 2021 - 2025 | Ernesto Becerra    |                            | 46,94      | Séptimo alcalde bajo elecciones directas. |
| 2025 - 2029 | Ernesto Becerra    |                            |            | Reelecto. |

### Concejo municipal
Período 1989  -  1992
| Concejales:        | Partido político / Alianza |
| ------------------ | -------------------------- |
| Napoleón Díaz      | AD                         |
| César Erasmo Vivas | AD                         |
| José Armando Rico  | COPEI                      |
| Leopoldo Montoya   | COPEI                      |
| Virginio Jaimes    | MAS                        |

Período 1992  -  1995
| Concejales:        | Partido político / Alianza |
| ------------------ | -------------------------- |
| Napoleón García    | AD                         |
| César Erasmo Vivas | AD                         |
| Jesús Zambrano     | AD                         |
| Alvaro Gaula       | AD                         |
| Leopoldo Montoya   | COPEI                      |
| Tereza Romero      | COPEI                      |
| Javier Correa      | MAS                        |

Período 1995  -  2000
| Concejales:         | Partido político / Alianza |
| ------------------- | -------------------------- |
| Irma Aponte         | COPEI                      |
| Pedro Antonio Ortiz | COPEI                      |
| Manuel Peña         | COPEI                      |
| José Gerardo Pavón  | COPEI                      |
| Abel Estevez        | AD                         |
| Jorge Carrillo      | AD                         |
| Alida Duarte        | CONVERGENCIA               |

Período 2000  -  2005
| Concejales: | Partido político / Alianza |
| ----------- | -------------------------- |
| '           | COPEI                      |
| '           | COPEI                      |
| '           | COPEI                      |
| '           | MVR                        |
| '           | MVR                        |
| '           | MVR                        |
| '           | AD                         |

Período 2005  -  2013
| Concejales:          | Partido político / Alianza |
| -------------------- | -------------------------- |
| Gerson Parada        | MVR                        |
| Antonio Moros        | MVR                        |
| Yonny Alfonso Romero | MVR                        |
| Jonson Parada        | MVR                        |
| José angel Buitriago | MVR                        |
| Dixon Ruíz           | COPEI                      |
| Educin Moros Romero  | COPEI                      |

Período 2013  -  2018:
| Concejales          | Partido político / Alianza |
| ------------------- | -------------------------- |
| Macley Canchica     | PSUV                       |
| William Vivas       | PSUV                       |
| Zulay Huérfano      | PSUV                       |
| Jose Correa         | PSUV                       |
| Geraldo Mendoza     | MUD                        |
| Alexis Gañan        | MUD                        |
| Educin Moros Romero | MUD                        |

Período 2018  -  2021
| Concejales          | Partido político / Alianza |
| ------------------- | -------------------------- |
| Juan Carlos Medina  | PSUV                       |
| Leidy Canchica      | PSUV                       |
| Yeyddy Pimiento     | PSUV                       |
| Neritza Torres      | PSUV                       |
| Ever Gamez          | PSUV                       |
| Marilu Castró       | PSUV                       |
| Educin Moros Romero | COPEI                      |

Período 2021  -  2025
| Concejales      | Partido político / Alianza |
| --------------- | -------------------------- |
| Lucy Poveda     | AD                         |
| Maria González  | AD                         |
| Cecilia Sayago  | AD                         |
| Walter Mendoza  | AD                         |
| Albertina Niño  | PSUV                       |
| Yeyddy Pimiento | PSUV                       |
| Guillermo Vivas | PSUV                       |